# Perruche d'Alexandra
Polytelis alexandrae
Espèce
Statut de conservation UICN

 NT  : Quasi menacé
Statut CITES
La Perruche Alexandra (Polytelis alexandrae) ou Perruche à calotte bleue, est une espèce australienne de perruche. D'après Alan P. Peterson, c'est une espèce monotypique.